# Bud Koper
Herbert L. "Bud" Koper (Rocky, Oklahoma, 9 de agosto de 1942) es un exjugador de baloncesto estadounidense que jugó durante una temporada en la NBA. Con 1,98 metros de estatura, lo hacía en la posición de base.

## Trayectoria deportiva

### Universidad
Jugó durante cuatro temporadas con los Chiefs de la Universidad de Oklahoma City, en las que promedió 21,9 puntos y 5,8 rebotes por partido. Su mejor partido lo disputó como visitante ante Southern Methodist, consiguiendo 44 puntos. Fue elegido All-American por la Asociación de Periodistas de Baloncesto de Estados Unidos (USBWA) en 1964.

### Profesional
Fue elegido en la decimosexta posición del Draft de la NBA de 1964 por San Francisco Warriors, donde jugó su única temporada como profesional, como tercer base por detrás de Guy Rodgers y Al Attles. En los 54 partidos que disputó promedió 4,6 puntos y 1,1 rebotes.

## Estadísticas de su carrera en la NBA

### Temporada regular
| Temporada | Edad | Equipo                 | Liga | P  | TIT | MIN  | TC  | TCA | %TC  | 3P | 3PA | %3P | TL  | TLA | %TL  | R.OF. | R.DEF. | REB | ASIS | ROB | TAP | PER | FP  | PTS |
| 1964-65   | 22   | San Francisco Warriors | NBA  | 54 |     | 11.7 | 2.0 | 4.5 | .440 |    |     |     | 0.6 | 0.8 | .833 |       |        | 1.1 | 0.8  |     |     |     | 1.1 | 4.6 |
| Total     |      |                        | NBA  | 54 |     | 11.7 | 2.0 | 4.5 | .440 |    |     |     | 0.6 | 0.8 | .833 |       |        | 1.1 | 0.8  |     |     |     | 1.1 | 4.6 |